# Liste der Biografien/Piz
Liste der Biografien |
Portal Biografien |
Personensuche
# |
A |
B |
C |
D |
E |
F |
G |
H |
I |
J |
K |
L |
M |
N |
O |
P |
Q |
R |
S |
T |
U |
V |
W |
X |
Y |
Z |
?
 
Pa |
Pc |
Pe |
Pf |
Ph |
Pi |
Pj |
Pk |
Pl |
Pm |
Pn |
Po |
Pr |
Ps |
Pt |
Pu |
Pv |
Pw |
Py
 
Pia |
Pib |
Pic |
Pid |
Pie |
Pif |
Pig |
Pih |
Pii |
Pij |
Pik |
Pil |
Pim |
Pin |
Pio |
Pip |
Piq |
Pir |
Pis |
Pit |
Piu |
Piv |
Piw |
Pix |
Piy |
Piz
Die Liste der Biografien führt alle Personen auf, die in der deutschsprachigen Wikipedia einen Artikel haben. Dieses ist eine Teilliste mit 95 Einträgen von Personen, deren Namen mit den Buchstaben „Piz“ beginnt.

## Piz
- Piz, Ángel (* 1992), argentinischer Fußballspieler

### Piza
- Piza, Arthur Luiz (1928–2017), brasilianischer Maler und Grafiker
- Piza, Joseph de Mose (1824–1879), deutscher Rabbiner, Kantor, Journalist und Übersetzer
- Piza-Katzer, Hildegunde (* 1941), österreichische Chirurgin
- Pizango, Alberto (* 1964), peruanischer Präsident der indigenen Organisation AIDESEP
- Pižanowski, Petr (* 1974), tschechischer Fußballtorhüter
- Pizanti, David (* 1962), israelischer Fußballspieler
- Pizarnik, Alejandra (1936–1972), argentinische Dichterin und Schriftstellerin
- Pizarro Acevedo, Héctor Javier (* 1951), kolumbianischer Ordensgeistlicher, Apostolischer Vikar von Trinidad
- Pizarro Castro, Manuel (* 1964), portugiesischer Arzt und Politiker (PS)
- Pizarro Yupanqui, Francisca (1534–1598), erste Mestizin in Peru
- Pizarro, Carlos (1921–2000), puerto-ricanischer Sänger
- Pizarro, Claudio (* 1978), peruanischer FußballspielerClaudio Pizarro (* 1978)

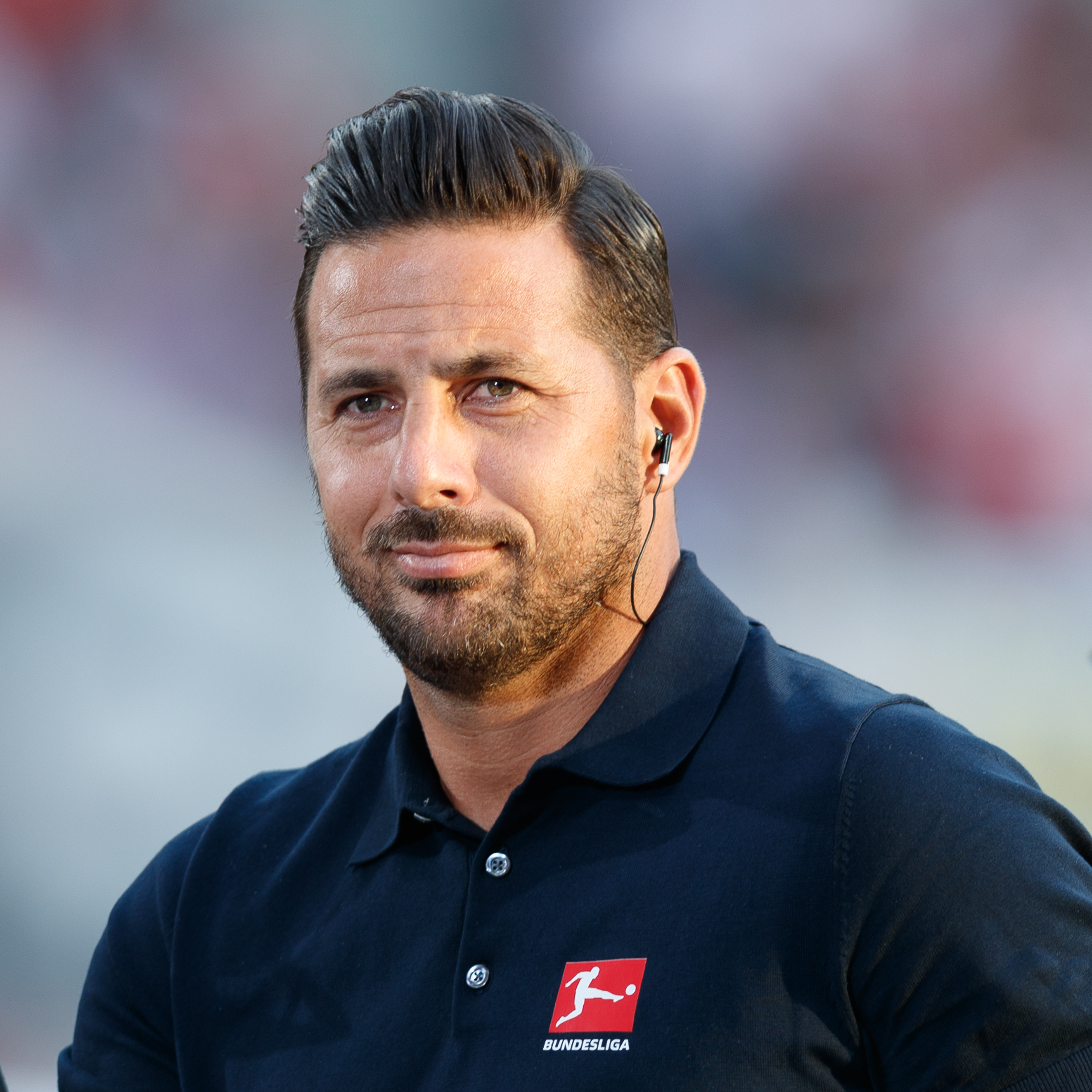
Claudio Pizarro (* 1978)

- Pizarro, Damián (* 2005), chilenischer Fußballspieler
- Pizarro, David (* 1979), chilenischer Fußballspieler
- Pizarro, Federico (1927–2003), argentinischer Fußballspieler
- Pizarro, Federico (* 1986), argentinischer Handballspieler
- Pizarro, Francisco († 1541), spanischer ConquistadorFrancisco Pizarro († 1541)

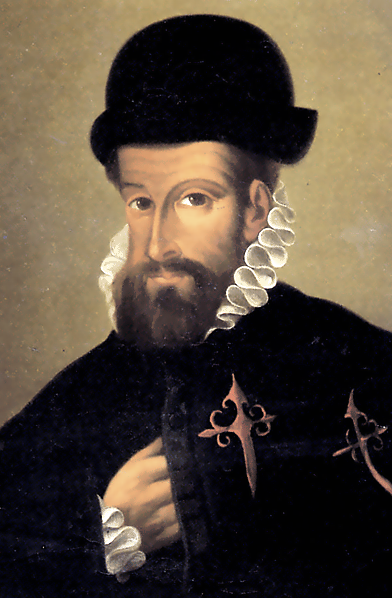
Francisco Pizarro († 1541)

- Pizarro, Francisco (* 1989), chilenischer Fußballspieler
- Pizarro, Gonzalo (1502–1548), spanischer Konquistador
- Pizarro, Guido, chilenischer Astronom und Asteroidenentdecker
- Pizarro, Guido (* 1990), argentinischer Fußballspieler
- Pizarro, Gustavo (1916–1989), chilenischer Fußballspieler
- Pizarro, Hernando, spanischer Konquistador
- Pizarro, Ignacio (* 1990), argentinischer Handballspieler
- Pizarro, Jaime (* 1964), chilenischer Fußballspieler
- Pizarro, Jorge (* 1952), chilenischer Politiker
- Pizarro, José Alfonso (* 1689), Vizekönig von Neugranada
- Pizarro, Juan (1511–1536), spanischer Conquistador
- Pizarro, Manuel (1895–1982), argentinischer Bandoneonspieler, Orchesterleiter und Komponist des Tango
- Pizarro, Palmenia (* 1941), chilenische Sängerin
- Pizarro, Pedro (* 1515), spanischer Conquistador und Chronist
- Pizarro, Raúl (* 1973), argentinischer Geistlicher, römisch-katholischer Weihbischof in San Isidro
- Pizarro, Rodolfo (* 1994), mexikanischer Fußballspieler
- Pizarro, Vicente (* 2002), chilenischer Fußballspieler
- Pizarro, Víctor (* 1950), chilenischer Fußballspieler

### Pize
- Pizek, Wladimir Kondratjewitsch (1915–2000), sowjetischer Theaterschauspieler und Filmschauspieler
- Pizer, Larry (1925–2008), britischer Kameramann

### Pizi
- Piziks, Arvis (* 1969), lettischer Straßenradrennfahrer

### Pizk
- Pizka, Erich (1914–1996), österreichischer Hornist und Professor an einer Musikhochschule
- Pizka, Hans (* 1942), österreichischer Hornist

### Pizo
- Pizoń-Świtkowska, Joanna (1961–2013), polnische Schwimmerin

### Pizz
- Pizzaballa, Pierbattista (* 1965), italienischer Ordensgeistlicher und Lateinischer Patriarch von JerusalemPierbattista Pizzaballa (* 1965)

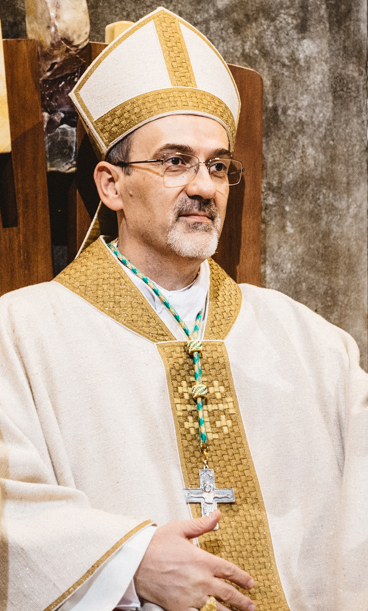
Pierbattista Pizzaballa (* 1965)

- Pizzaballa, Pierluigi (* 1939), italienischer Fußballspieler
- Pizzala, Caroline (* 1987), französische Fußballspielerin
- Pizzali, Virginio (1934–2021), italienischer Bahnradsportler
- Pizzano, Dario (* 1974), deutscher Theologe, Autor und Bildungsreferent
- Pizzardo, Giuseppe (1877–1970), italienischer Geistlicher, Kardinal der römisch-katholischen Kirche
- Pizzarelli, Bucky (1926–2020), US-amerikanischer Gitarrist des Mainstream Jazz und Swing
- Pizzarelli, John (* 1960), US-amerikanischer Jazz-Gitarrist, Sänger und Songwriter
- Pizzarelli, Martin (* 1963), amerikanischer Jazzbassist
- Pizzavini, Diana (1911–1989), italienische Turnerin
- Pizzelli, Marcos (* 1984), armenischer Fußballspieler
- Pizzera, Paul (* 1988), österreichischer KabarettistPaul Pizzera (* 1988)

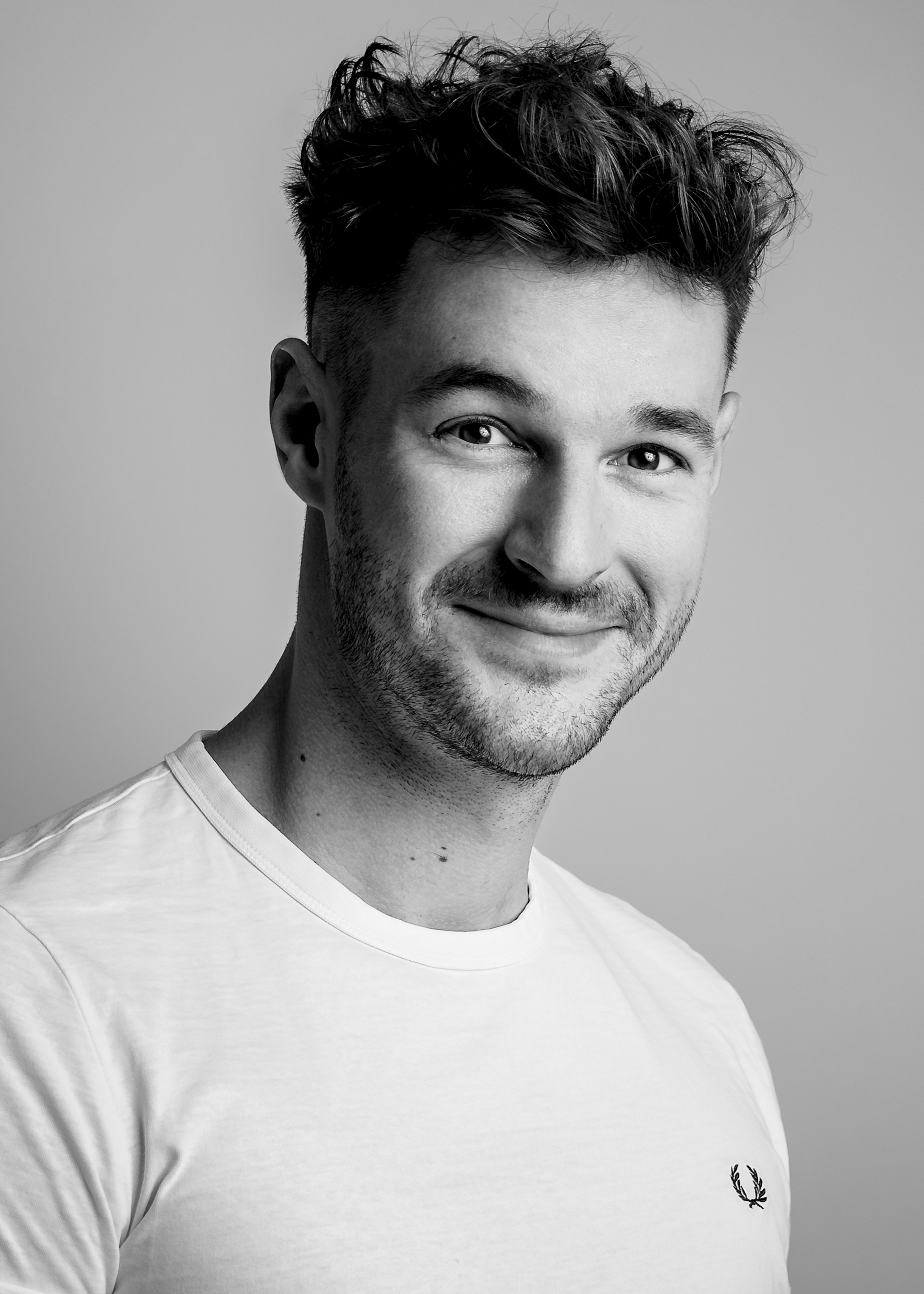
Paul Pizzera (* 1988)

- Pizzetti, Ildebrando (1880–1968), italienischer Komponist
- Pizzetti, Paolo (1860–1918), italienischer Geodät, Astronom und Geophysiker
- Pizzetti, Samuel (* 1986), italienischer Schwimmer
- Pizzey, Erin (* 1939), britische Familienaktivistin und Autorin
- Pizzi (* 1989), portugiesischer Fußballspieler
- Pizzi, Adolfo (* 1914), italienischer Dokumentarfilmer und Filmregisseur
- Pizzi, Juan Antonio (* 1968), argentinisch-spanischer Fußballspieler und -trainer
- Pizzi, Lino (* 1942), italienischer Geistlicher, emeritierter römisch-katholischer Bischof von Forlì-Bertinoro
- Pizzi, Nilla (1919–2011), italienische Sängerin
- Pizzi, Pier Luigi (* 1930), italienischer Bühnenbildner, Kostümbildner und Opernregisseur
- Pizzi, Ray (1941–2021), US-amerikanischer Jazzmusiker
- Pizzichillo, Franco (* 1996), uruguayischer Fußballspieler
- Pizzichillo, Gonzalo (* 1984), uruguayischer Fußballspieler
- Pizzichini, Gloria (* 1975), italienische Tennisspielerin
- Pizzigano, Zuane, venezianischer Kartograf
- Pizzigoni, Giuseppe (1901–1967), italienischer Architekt
- Pizzinat, Lionel (* 1977), Schweizer Fußballspieler
- Pizzini, Andrea (* 1977), italienischer Dokumentarfilmer
- Pizzini, Carlo Alberto (1905–1981), italienischer Komponist und Dirigent
- Pizzinini, Meinrad (* 1943), österreichischer Historiker
- Pizziol, Beniamino (* 1947), italienischer Geistlicher und römisch-katholischer Bischof von Vicenza
- Pizziolo, Corrado (* 1949), italienischer Geistlicher, römisch-katholischer Bischof von Vittorio Veneto
- Pizziolo, Mario (1909–1990), italienischer Fußballspieler
- Pizzitola, Andrea (* 1992), französischer Automobilrennfahrer
- Pizzo, Eraldo (* 1938), italienischer Wasserballspieler
- Pizzo, Manuela (* 1991), argentinische Handballspielerin
- Pizzo, Oscar, italienischer Pianist und Kulturmanager
- Pizzo, Paolo (* 1983), italienischer Degenfechter und Olympiasieger
- Pizzoferrato, Orfeo (* 1951), italienischer Bahnradsportler
- Pizzolato, Orlando (* 1958), italienischer Marathonläufer
- Pizzolatto, Nic (* 1975), US-amerikanischer Autor, Drehbuchautor und Hochschullehrer
- Pizzolo, Nicolò († 1453), italienischer Maler und Bildhauer der Frührenaissance
- Pizzoni, Emilio (1902–1994), italienischer römisch-katholischer Bischof
- Pizzonia, Antonio (* 1980), brasilianischer Automobilrennfahrer
- Pizzorno, Ángelo, uruguayischer Fußballspieler
- Pizzorno, Bernardo (1861–1926), italienischer römisch-katholischer Geistlicher
- Pizzorno, Sergio (* 1980), britischer Musiker
- Pizzorusso, Arnaldo (1923–2012), italienischer Romanist, Französist und Literaturwissenschaftler
- Pizzul, Filandia (* 1902), argentinische Architektin
- Pizzuti, Riccardo (* 1934), italienischer Schauspieler und StuntmanRiccardo Pizzuti (* 1934)

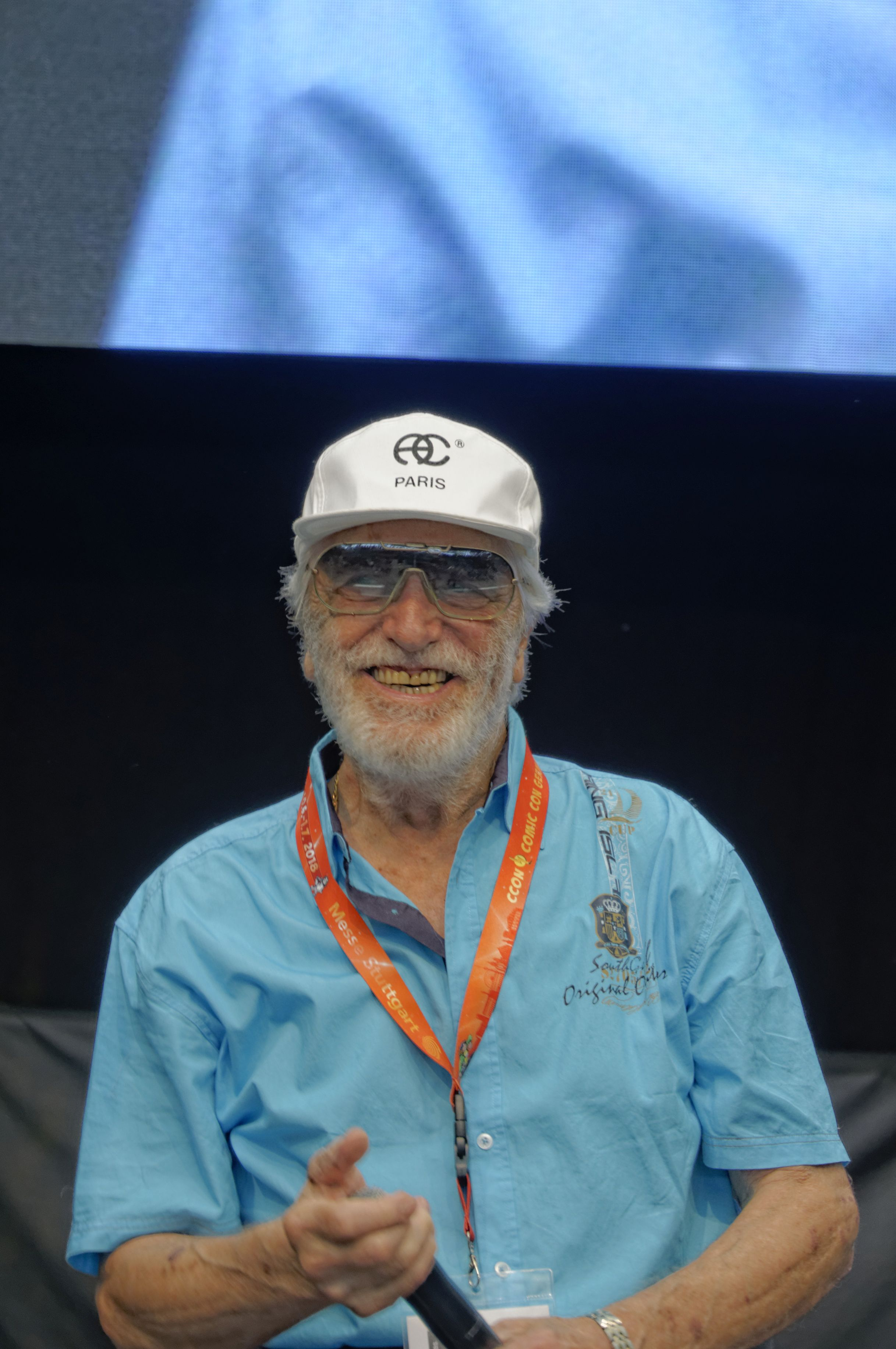
Riccardo Pizzuti (* 1934)

- Pizzuto, Eugenio (* 2002), mexikanisch-italienischer Fußballspieler